# ITV Studios Nordic
ITV Studios är ett produktionsbolag inom mediabranschen. 9 september 2011 bytte företaget namn till ITV Studios från "Silverback".
Silverback bildades av Anna Carrfors Bråkenhielm 2007 och såldes 2008 till brittiska ITV plc. Bråkenhielm var VD för bolaget men är idag ersatt av Hans Engholm.
Första produktionerna var Trälen för TV4 samt West Side Star som producerades åt TV3
ITV Studios har bland annat producerat Var fan är mitt band?, Halv åtta hos mig, Draknästet och Robinson 2009, Robinson Karibien och Robinson 2010.

### Fotnoter
1. ↑  ”SILVERBACK REBRANDED ITV STUDIOS NORDIC”. http://www.itvstudiosnordic.com/news/silverback-rebrand. Läst 15 september 2011.[död länk]